# Anomaloglossus stepheni
Anomaloglossus stepheni (Martins, 1989) è un anfibio anuro, appartenente alla famiglia degli Aromobatidi.

## Etimologia
L'epiteto specifico è stato dato in onore di Stephen Edwards.

## Distribuzione e habitat
Si trova in tutto il Suriname e nel vicino Brasile. Atteso nel sud-est della Guyana.